# Revel (Isère)
Revel település Franciaországban, Isère megyében. Lakosainak száma 1323 fő (2022. január 1.). Revel Le Versoud, Saint-Martin-d’Uriage, Chamrousse, Allemond, La Combe-de-Lancey, Domène, Livet-et-Gavet, Murianette és Saint-Jean-le-Vieux községekkel határos.

## Népesség
A település népessége az elmúlt években az alábbi módon változott:
| Lakosok száma | 280  | 573  | 875  | 1283 | 1390 | 1340 | 1314 | 1313 | 1314 | 1323 |
|               | 1968 | 1982 | 1990 | 2006 | 2013 | 2015 | 2017 | 2019 | 2020 | 2022 |